# JR西日本広島メンテック
株式会社JR西日本広島メンテック（ジェイアールにしにほんひろしまメンテック）は、広島県広島市に本社を置いていた西日本旅客鉄道（JR西日本）のグループ会社である。

## 業務内容
- 西日本旅客鉄道広島支社管内の駅業務受託

■ 山陽本線
本郷駅、白市駅、西高屋駅、寺家駅、八本松駅、瀬野駅、中野東駅、安芸中野駅、向洋駅、天神川駅、広島駅（忘れ物センター）、新白島駅、西広島駅、廿日市駅、宮内串戸駅、阿品駅、前空駅、大野浦駅、玖波駅、大竹駅、南岩国駅、通津駅、由宇駅、大畠駅、田布施駅、光駅、下松駅、櫛ケ浜駅、新南陽駅、新山口駅（案内所、忘れ物センター）、小野田駅、小月駅、長府駅、新下関駅（南口）、幡生駅（出改札業務のみ）、下関駅（案内所）
 呉線
矢野駅、坂駅、吉浦駅、安芸阿賀駅、新広駅、安芸川尻駅、安浦駅、竹原駅
 可部線
安芸長束駅、下祇園駅、古市橋駅、緑井駅
 芸備線
矢賀駅、安芸矢口駅、下深川駅
■ 山口線
湯田温泉駅、津和野駅
- JR西日本宮島フェリー宮島航路の窓口業務と改札業務

宮島口桟橋、宮島桟橋
- 駅舎の清掃
- 新幹線・在来線の車両清掃
- 在来線車両の構内入換作業
- ビルメンテナンス
  - 過去には、JR西日本から一部の駅（三原駅など）の旅行センター「Tis」の営業を委譲され、当該駅では「西日本旅客鉄道（株）代理業 ジェイアール西日本HM（駅名）旅行センター」の看板を掲げていたが、JR西日本が旅行業を日本旅行に譲渡した際に、日本旅行に移管するか閉店するかのいずれかとなった。

## 事業所・営業所
2020年8月1日から2021年6月30日まで
- 本社 - 広島市東区上大須賀町16番1号
- 広島東事業所 - 安芸郡府中町青崎南4-18（向洋駅構内）
- 広島西事業所 - 広島市南区松原町1-2（広島駅構内）
- 広操事業所 - 広島市南区東駅町1-8（下関総合車両所広島支所構内）
- 新幹線事業所 - 広島市東区矢賀5-1-1（博多総合車両所広島支所構内）
- 山口東事業所 - 周南市住崎町30（徳山駅構内）
- 山口西事業所 - 下関市竹崎町4-3-1（下関駅構内）
- 広島営業所 - 広島市南区松原町1-2（広島駅構内）
- 山口営業所 - 周南市住崎町30（徳山駅構内）

2019年4月現在
- 本社 - 広島市東区上大須賀町16番1号
- 三原営業所 - 三原市城町1-1-1（三原駅構内）
- 西条・呉営業所 - 安芸郡府中町青崎南4-18（向洋駅構内）
- 広島駅営業所 - 広島市南区松原町1-2（広島駅構内）
  - ビルメン営業支所
- 広島駅務所 - 広島市南区松原町1-2（広島駅構内）
- 広操営業所 - 広島市南区東駅町1-8（下関総合車両所広島支所構内）
- 新幹線営業所 - 広島市東区矢賀5-1-1（博多総合車両所広島支所構内）
- 西広島営業所 - 広島市西区己斐本町1-11-1（西広島駅構内）
- 徳山営業所 - 周南市住崎町30（徳山駅構内）
- 新山口営業所 - 山口市小郡下郷1357（新山口駅構内）
- 厚狭営業所 - 山陽小野田市厚狭8-3（厚狭駅構内）
- 下関営業所 - 下関市竹崎町4-3-1（下関駅構内）

## 沿革

### 企業全般（駅事業以外）
特記のないものは、公式サイト またはマイナビ2023 による。
- 1965年（昭和40年）4月1日 - 鉄道弘済会中国支部から関係部門を分離し中国弘済事業株式会社として発足（資本金500万円）。国鉄の庁舎、駅舎、列車等の整備事業及び厚生事業を受託。
- 1971年（昭和46年） - 中国弘済サービスに厚生事業を譲渡
- 1988年（昭和63年）4月1日 - 日本交通観光社中国支社から駅業務を譲受し、社名を中国交通事業株式会社へ改称。
- 1996年（平成8年）
  - 4月1日 - 新幹線の車両整備を行ってきた日本車輌整備と合併し、株式会社ジェイアール西日本広島メンテックへ改称。
  - 7月1日 - 在来線の車両整備を行ってきた住福車輌整備と合併
- 1997年（平成9年）
  - 3月31日 - 岡山、倉敷、小郡、山口でのJRバスの自動車駅業務を日本交通石油へ移管
  - 10月1日 - 広島鉄道病院の清掃・医療福祉相談業務受託
  - 11月1日 - 山陽オートレース場案内業務受託
- 1999年（平成11年）4月1日 - ひろしま駅ビル ASSEの清掃業務受託
- 2000年（平成12年）10月1日 - 西日本旅客鉄道広島支社よりJR広島車検センターの運営を継承し「JR広島メンテック車検センター」を発足[5]
- 2004年（平成16年）3月31日 - 岡山営業所を閉所し、ジェイアール西日本岡山メンテックに業務移管。
- 2005年（平成17年）4月1日 - 美祢グランドホテル運営業務受託
- 2006年（平成18年）8月11日 - 広島コールセンター受託
- 2007年（平成19年）3月15日 - 美祢グランドホテルを買収
- 2009年（平成21年）4月4日 - MAZDA Zoom-Zoom スタジアム広島の一部清掃業務受託
  - 10月1日 - 車両検修部門をジェイアール西日本テクノス、ジェイアール西日本新幹線テクノスに移管。下関競艇場案内業務受託。
- 2010年（平成22年）10月1日 - ひろしま駅ビル ASSEの防災警備・設備保全業務受託
- 2011年（平成23年）4月1日 - 中国弘済サービスと合併
- 2013年（平成25年）
  - 2月28日 - 美祢グランドホテル売却
  - 9月30日 - 車検センター閉所
- 2018年（平成30年）
  - 3月26日 - 駅務社員制服リニューアル
  - 7月1日 - 商号を株式会社JR西日本広島メンテックへ変更
- 2019年（平成31年・令和元年）
  - 3月31日 - 広島支社管内のコールセンター業務をJR西日本カスタマーリレーションズへ業務移管
  - 6月1日 - 下関競艇場案内業務受託終了
- 2020年（令和2年）
  - 3月31日 - 警備業務をジェイアール西日本総合ビルサービスへ業務移管
  - 8月1日 - 6事業所・2営業所体制に組織再編
- 2021年（令和3年）7月1日 - JR西日本岡山メンテック、JR西日本米子メンテック、JR西日本福岡メンテックと合併し、「株式会社JR西日本中国メンテック（広島支店）」となる。駅業務をJR西日本中国交通サービスへ業務移管[6]。ただし、JR西日本宮島フェリーの業務はJR西日本中国メンテックが継承。

### 駅事業（駅業務、忘れ物センター・案内所）
| 年                  | 月日    | 受託開始駅 | 備考                 | 受託終了駅                                                                   | 理由           |
| ------------------- | ------- | --- | -------------------- | ---------------------------------------------------------------------------- | -------------- |
| 1988年 （昭和63年） | 4月3日  | *宮内串戸駅 | 新駅開業             |                                                                              |                |
| 1989年 （平成元年） | 8月11日 | *中野東駅、*阿品駅 | 新駅開業             |                                                                              |                |
| 1990年 （平成2年）  | 5月1日  | |                      | 岩鼻駅                                                                       | 無人化         |
| 1990年 （平成2年）  | 6月1日  | 小野田港駅 |                      |                                                                              |                |
| 1991年 （平成3年）  | 4月1日  | 滝部駅、小串駅、安岡駅                                                                                                |                      | 黒井村駅                                                                     | 無人化         |
| 1991年 （平成3年）  | 11月1日 | 安芸長束駅、古市橋駅、梅林駅                                                                                          |                      |                                                                              |                |
| 1992年 （平成4年）  | 3月19日 | 呉ポートピア駅 | 新駅開業             |                                                                              |                |
| 1992年 （平成4年）  | 12月1日 | |                      | 西岩国駅、高水駅、周防花岡駅                                                 | 無人化         |
| 1994年 （平成6年）  | 1月14日 | 下関駅（案内所） |                      |                                                                              |                |
| 1994年 （平成6年）  | 4月1日  | |                      | 東岡山駅（北口）、備前一宮駅、東総社駅                                       | 業務移管       |
| 1994年 （平成6年）  | 8月20日 | 大町駅 | 新駅開業             |                                                                              |                |
| 1994年 （平成6年）  | 12月3日 | 藤生駅、*岩田駅、*島田駅、櫛ケ浜駅、 福川駅、大道駅、埴生駅、*玖珂駅、*周防高森駅                                     |                      | 吉名駅、安芸幸崎駅                                                           | 無人化         |
| 1995年 （平成7年）  | 12月3日 | 西広島駅（西口） |                      |                                                                              |                |
| 1996年 （平成8年）  | 6月1日  | 通津駅、柳井港駅、岩田駅、島田駅、 *新南陽駅、安浦駅、忠海駅、下祇園駅、 志和口駅、玖珂駅、周防高森駅                 |                      | 大町駅、安芸矢口駅                                                           | 直営化         |
| 1997年 （平成9年）  | 3月8日  | *本郷駅、*河内駅、岩国駅（東口）、 *南岩国駅、*由宇駅、*田布施駅、 *小月駅、*長府駅、*幡生駅（出改札業務）、*安芸津駅 |                      | 新井口駅                                                                     | 直営化         |
| 1998年 （平成10年） | 4月1日  | 広島駅（地下改札口、南口案内所）、 白市駅、中野東駅、阿品駅、居能駅                                                   |                      | 宮内串戸駅                                                                   | 直営化         |
| 1998年 （平成10年） | 4月1日  | 広島駅（地下改札口、南口案内所）、 白市駅、中野東駅、阿品駅、居能駅                                                   | 宇部岬駅、小野田港駅 | 無人化                                                                       |                |
| 1999年 （平成11年） | 4月1日  | 広島駅（ASSE改札） |                      |                                                                              |                |
| 2000年 （平成12年） | 3月11日 | 前空駅 | 新駅開業             |                                                                              |                |
| 2001年 （平成13年） | 3月4日  | 美祢駅 |                      |                                                                              |                |
| 2002年 （平成14年） | 4月1日  | |                      | 玖珂駅、周防高森駅、阿知須駅、 丸尾駅、床波駅、東新川駅、 琴芝駅、川棚温泉駅 | 簡易委託化     |
| 2002年 （平成14年） | 4月1日  | 居能駅 | 無人化               |                                                                              |                |
| 2002年 （平成14年） | 10月5日 | 広島駅（ジパングサロン）                                                                                              |                      |                                                                              |                |
| 2003年 （平成15年） | 4月1日  | 玖波駅、吉浦駅 |                      |                                                                              |                |
| 2003年 （平成15年） | 5月1日  | |                      | 忠海駅                                                                       | 簡易委託化     |
| 2003年 （平成15年） | 10月1日 | 竹原駅、東萩駅 |                      | 安芸津駅                                                                     | 簡易委託化     |
| 2003年 （平成15年） | 10月1日 | 竹原駅、東萩駅 | 仁方駅               | 無人化                                                                       |                |
| 2003年 （平成15年） | 11月1日 | 津和野駅、新山口駅（案内所）                                                                                          |                      |                                                                              |                |
| 2004年 （平成16年） | 3月13日 | 天神川駅 | 新駅開業             |                                                                              |                |
| 2004年 （平成16年） | 4月1日  | 大畠駅 |                      | 大道駅、岩田駅                                                               | 簡易委託化     |
| 2004年 （平成16年） | 4月1日  | 大畠駅 | 島田駅               | 無人化                                                                       |                |
| 2004年 （平成16年） | 10月1日 | 下深川駅 |                      |                                                                              |                |
| 2005年 （平成17年） | 4月1日  | 大野浦駅、下松駅、小野田駅、新下関駅（南口）                                                                          |                      | 吉見駅、安岡駅、柳井港駅、福川駅                                             | 無人化         |
| 2005年 （平成17年） | 4月1日  | 安芸矢口駅 | 再受託               | 吉見駅、安岡駅、柳井港駅、福川駅                                             | 無人化         |
| 2006年 （平成18年） | 4月1日  | 横川駅（北口） |                      |                                                                              |                |
| 2006年 （平成18年） | 10月1日 | |                      | 岩国駅（東口）                                                               | 簡易委託化     |
| 2007年 （平成19年） | 2月1日  | 広島忘れ物センター、新山口忘れ物センター                                                                              |                      |                                                                              |                |
| 2007年 （平成19年） | 12月1日 | 安芸阿賀駅 |                      |                                                                              |                |
| 2008年 （平成20年） | 3月15日 | |                      | 七軒茶屋駅                                                                   | 駅移転・無人化 |
| 2008年 （平成20年） | 4月1日  | |                      | 滝部駅                                                                       | 簡易委託化     |
| 2008年 （平成20年） | 10月1日 | 廿日市駅 |                      |                                                                              |                |
| 2009年 （平成21年） | 10月1日 | |                      | 広島駅（ジパングサロン）                                                     | 無人化         |
| 2011年 （平成23年） | 3月26日 | 向洋駅（北口） | 新規開設             |                                                                              |                |
| 2011年 （平成23年） | 4月1日  | 安芸中野駅、向洋駅（南口）、宮内串戸駅、光駅                                                                          |                      | 横川駅（北口）、西広島駅（西口）                                             | 直営化         |
| 2011年 （平成23年） | 6月1日  | |                      | 広島駅（地下改札口）                                                         | 直営化         |
| 2013年 （平成25年） | 4月1日  | 大竹駅 |                      |                                                                              |                |
| 2015年 （平成27年） | 3月14日 | 新白島駅 | 新駅開業             |                                                                              |                |
| 2015年 （平成27年） | 9月5日  | 玖波駅（西口） | 新規開設             |                                                                              |                |
| 2016年 （平成28年） | 4月1日  | 西広島駅 | 西口は再受託         |                                                                              |                |
| 2017年 （平成29年） | 1月28日 | |                      | 小屋浦駅                                                                     | 無人化         |
| 2017年 （平成29年） | 2月4日  | 新広駅 | [ 注 5 ]             |                                                                              |                |
| 2017年 （平成29年） | 3月4日  | 寺家駅 | 新駅開業             |                                                                              |                |
| 2017年 （平成29年） | 10月1日 | |                      | 広島駅（南口案内所）                                                         | リニューアル   |
| 2018年 （平成30年） | 4月1日  | 坂駅、八本松駅、瀬野駅                                                                                                |                      | 河内駅、埴生駅、天応駅                                                       | 無人化         |
| 2019年 （平成31年） | 4月1日  | 西高屋駅 |                      |                                                                              |                |
| 2020年 （令和2年）  | 4月1日  | |                      | 広島駅（ASSE改札）                                                           | 駅ビル閉館     |
| 2020年 （令和2年）  | 10月1日 | |                      | 梅林駅、藤生駅、綾羅木駅                                                     | 無人化         |
| 2021年 （令和3年）  | 4月1日  | 矢野駅 |                      | 呉ポートピア駅                                                               | 無人化         |
| 2021年 （令和3年）  | 6月1日  | |                      | 東萩駅                                                                       | 直営化         |
| 2021年 （令和3年）  | 6月1日  | 志和口駅、向原駅、美祢駅、小串駅                                                                                      | 無人化               |                                                                              |                |
| 2021年 （令和3年）  | 7月1日  | |                      | 津和野駅                                                                     | 直営化         |
| 2021年 （令和3年）  | 7月1日  | 津和野駅を除く受託駅全駅                                                                                              | 業務移管             |                                                                              |                |